# Заслуженный машиностроитель Республики Марий Эл
Заслуженный машиностроитель Республики Марий Эл (луговомар. Марий Эл Республикын сулло машиностроительжо) — государственная награда, почётное звание Республики Марий Эл.

## История
Учреждено Указом Президиума Верховного Совета Марийской АССР от 20 августа 1971 года.

## Основания награждения
Установлено для высокопрофессиональных работников предприятий, учреждений и организаций машиностроения за заслуги в выполнении особых производственных заданий, разработке и внедрении новейшей техники, технологии, дальнейшем обеспечении высокоэффективного функционирования производства и работающим в области машиностроения 15 и более лет.
Присваивается Главой Республики Марий Эл (ранее Президиумом Верховного Совета Марийской АССР) с вручением удостоверения и нагрудного знака. На 1 июля 2008 года звания удостоен 147 человек.

## Список обладателей почётного звания
Заслуженные машиностроители Марийской АССР
- Басов Михаил Семёнович (1971)[1]
- Шевчук Василий Ефимович (1986)[2]
- Журавлёв Иван Никифорович (1987)[3]
- Петрусевич Евгений Фёдорович (1987)[4]